# Тереза Кесовія
Тереза Кесовія (хорв. Tereza Kesovija; нар.. 1938) — хорватська співачка, відома своїм широким вокальним діапазоном голосу, що зробила успішну кар'єру у Франції.

## Життєпис
Терезія Кесовія народилася 3 жовтня 1938 року в Дубровнику, Королівство Югославія, росла в громаді Конавле, де отримала музичну освіту.
Вигравала конкурс молодих музикантів в Любляні, Словенія. Потім закінчила програму гри на флейті у Загребській музичній академії. Ще будучи студенткою брала участь у музичних заходах. У 1962 році, незабаром після початку своєї професійної кар'єри, виграла свій перший міжнародний конкурс у Сен-Венсана, Італія. Після цього успіху співачка гастролювала містами СРСР і записала там на фірмі «Мелодія» міні-альбом з італійськими піснями. У 1963 і 1964 роках гастролювала в СРСР, Польщі, Фінляндії, Данії, Німеччині, Швейцарії, Норвегії та Швеції, де також виступала на телебаченні.
У 1965 році Тереза Кесовія переїхала до Франції. Незважаючи на те, що не говорила французькою мовою, стала зіркою. Спочатку співала в кабаре, потім на естраді. У 1967 році записала La chanson de Lara з фільму «Доктор Живаго». Потім записала свій другий французький альбом c'est ma chanson з піснею Je l 'aime, je l' aime, який був проданий тиражем у більш ніж 160 000 примірників. З піснею Bien plus fort, Тереза була обрана Грейс Келлі представляти Монако на «Євробаченні-1966». Вона набрала 0 балів та посіла 17-е місце. У 1968 році разом з Енріко Масіасом вона виступала в концертному залі Олімпія у Парижі. В цей час була дружиною співака Миро Унгара, з яким розлучилася в 1973 році.
Ім'я Терези Кесовія стало всесвітньо відомим у 1970-х роках. Вона виконувала югославські й французькі пісні. Виступала на багатьох відомих музичних фестивалях в Мехіко, Ріо-де-Жанейро, Сопоті, Пальма-де-Майорці, Софії, Стамбулі та інших. В Югославії вона була удостоєна звання найкращої співачки року за шестиріччя виступів у 1974—1979 роках.
Тереза Кесовія була удостоєна багатьох золотих пластинок, кілька разів вигравала югославську нагороду «Золотий птах» за найкращі продажі своїх платівок. У 1972 році представляла Югославію на «Євробаченні-1972» з піснею 'Muzika i ti, зайнявши там дев'яте місце і записавши французьку версію цієї пісні La Musique et toi. Потім переїхала з Парижа до Загреба. Записувалася на EMI, гастролювала в Єгипті, Мексиці, Японії, США, Німеччині і Східній Європі, включаючи СРСР. Наприкінці 1970-х років вона була на висоті своєї слави. Була улюбленою співачкою югославського президента Йосипа Броз Тіто.